# Haijo Apotheker
Harm Haijo Apotheker (ur. 5 czerwca 1950 w Wormerveer) – holenderski polityk, socjolog i samorządowiec, burmistrz różnych holenderskich miejscowości, działacz Demokratów 66, w latach 1998–1999 minister rolnictwa.

## Życiorys
Z wykształcenia socjolog, ukończył studia na Uniwersytecie w Groningen. W latach 1974–1977 był nauczycielem akademickim na tej uczelni. Zaangażował się w działalność polityczną w ramach partii Demokraci 66. Od 1974 do 1977 zasiadał w radzie Loppersum, od 1975 jako członek zarządu tej miejscowości (wethouder). W latach 1977–1980 pracował w strukturach Vereniging van Nederlandse Gemeenten, zrzeszenia holenderskich miejscowości.
W kolejnych latach obejmował stanowiska burmistrza różnych miejscowości – Muntendam (1980–1988), Veendam (1988–1993) i Leeuwarden (1993–1998). W sierpniu 1998 w drugim gabinecie Wima Koka został powołany na urząd ministra rolnictwa. Zrezygnował z tej funkcji w czerwcu 1999, powracając do polityki lokalnej. Pełnił obowiązki burmistrza Steenwijk (2000–2001), następnie do 2010 zarządzał administracją gminy Steenwijkerland. W latach 2010–2011 był tymczasowym burmistrzem Sneek, następnie został tymczasowym burmistrzem Súdwest-Fryslân. W 2012 objął urząd burmistrza tej gminy.